# Бромли, Шейла
Ше́йла Бро́мли (англ. Sheila Bromley; 31 октября 1907, Сан-Франциско, Калифорния — 23 июля 2003, Лос-Анджелес, Калифорния) — американская актриса кино и телевидения.

## Биография
Шейла ЛеГэй (настоящее имя актрисы) родилась 31 октября 1907 или 1911 года («в Голливуде все лгут о своём возрасте») в Сан-Франциско (штат Калифорния, США). Окончила Голливудскую старшую школу. Играла в театре «Пасадина» (г. Пасадина), а с 1930 года начала сниматься в кино, заключив контракт с Monogram Pictures. С развитием телевидения, с начала 1950-х годов также стала сниматься в телефильмах и телесериалах. Во время Второй мировой войны состояла в «Объединённых организациях обслуживания». Именно там она познакомилась со своим будущим мужем, Джейрасом Беллами. В 1945 году они сыграли свадьбу и прожили вместе 58 лет до самой смерти актрисы. Детей у пары не было. В 1975 году Бромли окончила свою карьеру и остаток дней прожила в Лос-Анджелесе, где и скончалась от старости 23 июля 2003 года.

## Избранная фильмография
За 45 лет кинокарьеры (с заметными перерывами) Шейла Бромли снялась в 154 фильмах и сериалах, в том числе в 25 случаях без указания в титрах. Играла в основном в фильмах категории B и вестернах. В титрах также указывалась как Шейла ЛеГэй (Sheila LeGay), Шейла Мэннерс (Sheila Manners), Шейла Мэннорс (Sheila Mannors) и Шейла Мэнорс (Sheila Manors).

### Широкий экран
В титрах не указана
- 1930 — Шторм[англ.] / The Storm — девушка с повозкой
- 1931 — Секреты адвоката[англ.] / The Lawyer's Secret — Мадж, подруга «Мадам Икс»
- 1931 — Девушки города[англ.] / Girls About Town — девушка на вечеринке
- 1931 — Рабочие девушки[англ.] / Working Girls — Кэрри
- 1932 — Один час с тобой / One Hour with You — служанка Колетты Бертье
- 1932 — Победитель забирает всё[англ.] / Winner Take All — подруга Джоан Гибсон
- 1932 — Лошадиные перья[англ.] / Horse Feathers — секретарь профессора Уэгстаффа
- 1932 — Тигровая акула[англ.] / Tiger Shark — «Рыжая»
- 1933 — Знакомьтесь: барон[англ.] / Meet the Baron — наездница в чёрном жилете
- 1933 — Ещё вчера[англ.] / Only Yesterday — Мэй
- 1934 — Весёлая вдова / The Merry Widow — служанка мадам Сони
- 1936 — Золотоискатели 1937 года[англ.] / Gold Diggers of 1937 — танцовщица
- 1945 — Дом на 92-й улице / The House on 92nd Street — клиентка салона красоты
- 1954 — Звезда родилась / A Star Is Born — репортёр в Shrine Auditorium
- 1960 — Ледяной дворец[англ.] / Ice Palace — Люси Хасэк
- 1961 — Нюрнбергский процесс / Judgment at Nuremberg — миссис Ивс

В титрах указана
- 1931 — Длинноногий папочка[англ.] / Daddy Long Legs — Глория
- 1935 — Вперёд на запад[англ.] / Westward Ho — Мэри Гордон
- 1935 — Кокаиновое безумие[англ.] / The Pace That Kills — Фэнни
- 1937 — Кумир толпы[англ.] / Idol of the Crowds — Хелен Дейл
- 1937 — К западу от Шанхая[англ.] / West of Shanghai — Лола Галт
- 1938 — Полуночное вторжение[англ.] / Midnight Intruder — Пегги Рейттер
- 1938 — Скандалы случаются[англ.] / Accidents Will Happen — Нона Грегг
- 1938 — Девушки на стажировке[англ.] / Girls on Probation — Хильда Энгстром
- 1939 — Нэнси Дрю… репортёр[англ.] / Nancy Drew... Reporter — Бонни Лукас
- 1939 — Женщины на ветру[англ.] / Women in the Wind — Фрида Борман
- 1939 — Береговая линия[англ.] / Waterfront — Мари Корделл, она же Мэри Аллен
- 1939 — Торчи Блейн… Игры с динамитом[англ.] / Torchy Blane... Playing with Dynamite — «Джеки» МакГуайр
- 1940 — Позвоните Фило Вэнсу[англ.] / Calling Philo Vance — Дорис
- 1942 — Время убивать / Time to Kill — Лоис Морни
- 1956 — Там всегда завтра[англ.] / There's Always Tomorrow — женщина из Пасадины
- 1964 — Для тех, кто молод мыслями[англ.] / For Those Who Think Young — миссис Харкнесс
- 1965 — Девочки на пляже / The Girls on the Beach — миссис Уинтерс
- 1967 — Отель[англ.] / Hotel — миссис Грэндин
- 1974 — Сарай голых мертвецов[англ.] / Nightmare Circus — миссис Бэйнс

### Телевидение
- 1951, 1953, 1955 — Театр «Файрсайд»[англ.] / Fireside Theatre — разные роли (в 5 эпизодах)
- 1953 — Шоу Эбботта и Костелло[англ.] / The Abbott and Costello Show — Джойс (в эпизоде In Society)
- 1953—1955 — Я женился на Джоан[англ.] / I Married Joan — Джанет Тобин (в 6 эпизодах)
- 1954, 1957 — Кавалькада Америки[англ.] / Cavalcade of America — миссис Уотсон (в 2 эпизодах)
- 1954—1955, 1957 — Театр Lux Video[англ.] / Lux Video Theatre — разные роли (в 3 эпизодах)
- 1955 — Я люблю Люси / I Love Lucy — Хелен Кайзер (в эпизоде The Passports)
- 1955 — Вы там[англ.] / You Are There — Марта Вашингтон (в 2 эпизодах)
- 1956 — Приключения Рин Тин Тина[англ.] / The Adventures of Rin Tin Tin — Мэгги (в эпизоде The Big Top)
- 1956 — Миллионер[англ.] / The Millionaire — Летита Уэйнрайт (в эпизоде The Waldo Francis Turner Story)
- 1956, 1959 — Альфред Хичкок представляет / Alfred Hitchcock Presents — разные роли (в 2 эпизодах[англ.])
- 1957 — Час 20th Century Fox[англ.] / The 20th Century Fox Hour — Хелен Робертс (в эпизоде Men in Her Life)
- 1958 — Шоу Джорджа Бёрнса и Грейси Аллен[англ.] / The George Burns and Gracie Allen Show — миссис Эллисон (в эпизоде Too Many Fathers[англ.])
- 1958 — Неугомонный ствол[англ.] / The Restless Gun — миссис Генри Пибоди (в эпизоде The Suffragette)
- 1958 — Студия Один[англ.] / Studio One — разные роли (в 2 эпизодах[англ.])
- 1959 — Мэверик / Maverick — Марта Стэнтон (в эпизоде Passage to Fort Doom[англ.])
- 1959, 1964 — Лесси / Lassie — разные роли (в 2 эпизодах[англ.])
- 1959, 1962, 1964—1965 — Перри Мейсон / Perry Mason — разные роли (в 5 эпизодах)
- 1960 — Шоу Донны Рид / The Donna Reed Show — Маргарет Гаррисон (в эпизоде The Gossip)
- 1960—1961 — Шах и мат[англ.] / Checkmate — разные роли (в 2 эпизодах)
- 1960—1963 — Сыромятная плеть / Rawhide — разные роли (в 5 эпизодах)
- 1961 — Судебный исполнитель[англ.] / Lawman — Уинни Стайлс (в эпизоде The Man from New York)
- 1962 — Приключения в раю[англ.] / Adventures in Paradise — Сильвия Симмонс (в эпизоде Once There Was a Princess)
- 1962 — Хейзел[англ.] / Hazel — миссис Арнольд (в эпизоде Hazel, the Tryst-Buster[англ.])
- 1962 — Отец-холостяк[англ.] / Bachelor Father — Миртл Доусон (в эпизоде Kelly, the Home Executive)
- 1962—1963 — Гавайский детектив[англ.] / Hawaiian Eye — разные роли (в 2 эпизодах)
- 1962—1963 — Доктор Килдер[англ.] / Dr. Kildare — разные роли (в 2 эпизодах[англ.])
- 1964 — Мой любимый марсианин[англ.] / My Favorite Martian — миссис Томас (в эпизоде A Nose for News)
- 1965 — Дочь фермера[англ.] / The Farmer's Daughter — женщина (в эпизоде Katy's Campaign)
- 1965—1966 — Хэнк[англ.] / Hank — миссис Этель Уэйсс (в 6 эпизодах)
- 1966 — Станция Юбочкино[англ.] / Petticoat Junction — миссис Баррис (в эпизоде The All-Night Party[англ.])
- 1967 — Дни нашей жизни / Days of Our Lives — миссис Рили (в 3 эпизодах)
- 1967 — Большая долина / The Big Valley — миссис Хейли (в эпизоде Guilty)
- 1970, 1974—1975 — Адам-12[англ.] / Adam-12 — разные роли (в 3 эпизодах[англ.])
- 1972 — Новобранцы[англ.] / The Rookies — миссис Эстор (в эпизоде Rabbits on the Runway[англ.])